# Olimpiadi degli scacchi del 2024
Le Olimpiadi degli scacchi del 2024 sono state la quarantacinquesima edizione dell'evento, organizzato dalla FIDE. Si sono svolte a Budapest dal 10 al 23 settembre. Le Olimpiadi prevedono due tornei a squadre per federazioni, open (assoluto, aperto a entrambi i sessi) e femminile. Le squadre in entrambi i tornei sono formate da quattro membri e una riserva, oltre a un eventuale capitano non giocatore. Il torneo si è tenuto al BOK Sports Hall.
Sia il torneo assoluto che il torneo femminile sono stati vinti per la prima volta dall'India, che si è aggiudicata anche il Trofeo Nona Gaprindashvili.

## Scelta della sede
Assegnate nel periodo di crisi internazionale dovuto alla Pandemia di Covid-19, Budapest fu l'unica candidatura disponibile ad organizzare l'evento. Il 9 dicembre 2020 la Federazione Internazionale comunicò di aver dato, dopo aver svolto un'assemblea generale, l'incarico alla federazione ungherese, che aveva stanziato circa 16 milioni di euro. Quella ungherese avrebbe dovuto essere l'edizione numero quarantasei, tuttavia l'edizione originariamente prevista nel 2020, la quarantaquattro, fu prima rimandata al 2021, poi annullata definitivamente, perciò l'edizione di Chennai del 2022 è diventata la quarantaquattresima edizione del torneo.

## Formato e regolamento
Entrambi i tornei sono disputati con il sistema svizzero, sulla lunghezza di 11 turni. La classifica verrà determinata dai match points (2 punti per la vittoria di squadra, 1 per il pareggio, 0 per la sconfitta); in caso di parità, i criteri di spareggio saranno (in sequenza) il punteggio Sonneborn-Berger, i game points (totale dei punti ottenuti dai membri della squadra) e infine la somma dei match points ottenuti dagli avversari, escludendo la squadra con il minor numero di punti.
Ogni incontro sarà disputato sulle quattro scacchiere; le squadre potranno essere formate da un massimo di cinque giocatori.
Il tempo di riflessione è di 90 minuti per 40 mosse, più 30 minuti per finire, più 30 secondi a mossa di incremento a partire dalla prima mossa.

## Partecipanti
Come nella precedente edizione, Russia e Bielorussia non partecipano alla manifestazione per la squalifica imposta loro dalla FIDE per il coinvolgimento dei loro rispettivi paesi nel conflitto russo-ucraino. Torna invece la Cina, assente senza alcuna motivazione ufficiale nella precedente edizione. Le  squadre iscritte al torneo open sono 196, le squadre iscritte al torneo femminile sono 184. Cifra record per le Olimpiadi degli scacchi, che si erano fermate rispettivamente a 188 e 162 nel 2022 a Chennai.

### Open
I cinesi, malgrado il campione del mondo Ding Liren tra le loro file, sono soltanto terzi nel ranking di partenza con una  media elo di 2729. Gli Stati Uniti si presentano invece al primo posto ai nastri di partenza, con una media elo di 2758 e il terzo del ranking mondiale Fabiano Caruana. A seguire l'India che con una media elo di 2755 può schierare il candidato al titolo mondiale Gukesh e il quarto del ranking mondiale Arjun Erigaisi. I campioni uscenti dell'Uzbekistan si presentano con la stessa formazione che si è aggiudicata il torneo a Chennai con un capitano di eccezione come l'ex campione del mondo Vladimir Kramnik. I padroni di casa schiereranno in prima squadra, undicesima nel ranking, Richárd Rapport, secondo di Ding al campionato del mondo del 2023, e Péter Lékó, ex sfidante di Kramnik al mondiale PCA del 2004.
Tra i professionisti d'élite, assenti, oltre ai russi, Hikaru Nakamura, Alireza Firouzja e Teimour Radjabov. Quest'ultimo si presenta come capitano non giocatore della rappresentativa dell'Azerbaigian.

### Femminile
A guidare il ranking di partenza è la Georgia, che si presenta con le esperte Dzagnidze, Batsiashvili, Javakhishvili, Khotenashvili, Melia. Seguono l'India, che alle prime due scacchiere presenta la coppia Harika e Vaishali e la commentatrice Tania Sachdev come riserva; e la Polonia con Alina Kašlinskaja (già argento alle Olimpiadi del 2010 con la Russia) in prima scacchiera e Monika Soćko (campionessa europea nel 2022) in seconda.
Tra le professioniste d'élite assenti oltre alle russe e alle bielorusse: la campionessa del mondo cinese Ju Wenjun, l'ex campionessa del mondo cinese Hou Yifan, l'indiana Humpy Koneru, e le sorelle ucraine Anna e Marija Muzyčuk. Assenti, inoltre, le cinesi Lei Tingjie e Tan Zhongyi. Presente invece l'ex campionessa del mondo Aleksandra Kostenjuk, per la prima volta con la rappresentativa svizzera.

### Team partecipanti
- Afghanistan[N 1]
- Albania
- Algeria
- Andorra
- Angola
- Antigua e Barbuda[N 1]
- Antille Olandesi
- Argentina
- Armenia
- Aruba
- Australia
- Austria
- Azerbaigian
- Bahamas
- Bahrein
- Bangladesh
- Barbados
- Belgio
- Belize[N 1]
- Bermuda
- Bhutan
- Birmania[N 1]
- Bolivia
- Bosnia ed Erzegovina
- Botswana
- Brasile
- Brunei
- Bulgaria
- Burundi
- Camerun
- Canada
- Capo Verde
- Ciad
- Cile
- Cina
- Cipro
- Colombia
- Comore
- Corea del Sud
- Costa d'Avorio
- Costa Rica
- Croazia
- Cuba
- Danimarca
- Dominica
- Ecuador
- Egitto
- El Salvador
- Emirati Arabi Uniti
- Eritrea
- Estonia
- eSwatini
- Etiopia
- Fær Øer[N 1]
- Figi
- Filippine
- Finlandia
- Francia
- Gabon
- Galles
- Gambia
- Georgia
- Germania
- Ghana
- Giamaica
- Giappone
- Gibuti
- Giordania
- Grecia
- Grenada
- Guam
- Guatemala
- Guernsey
- Guinea Equatoriale
- Guyana
- Haiti
- Honduras
- Hong Kong
- India
- Indonesia
- Inghilterra
- Iran
- Iraq
- Irlanda
- Isola di Man[N 1]
- Isole Vergini Americane
- Isole Vergini Britanniche
- Isole Cayman
- Islanda
- Israele
- Italia
- Jersey
- Kazakistan
- Kenya
- Kirghizistan
- Kosovo
- Kuwait
- Laos
- Lesotho
- Lettonia
- Libano
- Liberia
- Libia
- Liechtenstein
- Lituania
- Macao[N 1]
- Macedonia del Nord
- Madagascar
- Malawi
- Malaysia
- Maldive
- Mali
- Malta
- Marocco
- Mauritania
- Mauritius
- Messico
- Moldavia
- Monaco
- Mongolia
- Montenegro
- Mozambico
- Namibia
- Nauru
- Nepal
- Nicaragua
- Niger
- Nigeria
- Norvegia
- Nuova Zelanda
- Oman
- Paesi Bassi
- Pakistan
- Palau
- Palestina
- Panama
- Paraguay
- Papua Nuova Guinea[N 1]
- Polonia
- Portogallo
- Porto Rico
- Qatar[N 1]
- Rep. Ceca
- Rep. Centrafricana
- RD del Congo
- Rep. Dominicana
- Rifugiati
- Romania
- Ruanda
- Saint Kitts e Nevis[N 2]
- Saint Lucia
- Saint Vincent e Grenadine[N 1]
- San Marino
- São Tomé e Príncipe
- Scozia
- Senegal
- Serbia
- Seychelles[N 1]
- Sierra Leone
- Singapore
- Siria
- Slovacchia
- Slovenia
- Somalia
- Stati Uniti
- Sudafrica
- Sudan del Sud
- Spagna
- Sri Lanka
- Sudan
- Suriname
- Svezia
- Svizzera
- Tagikistan
- Taipei cinese
- Tanzania
- Thailandia
- Togo
- Trinidad e Tobago
- Tunisia
- Turchia
- Turkmenistan
- Ucraina
- Uganda
- Ungheria
- Ungheria 2[N 3]
- Ungheria 3[N 3]
- Uruguay
- Uzbekistan
- Vanuatu
- Venezuela
- Vietnam
- Yemen[N 1]
- Zambia
- Zimbabwe

## Torneoopen
Il torneo è stato vinto dall'India, che ha conquistato il titolo con un turno di anticipo. Argento e bronzo per Stati Uniti e Uzbekistan, che hanno sopravanzato Cina, Serbia e Armenia per spareggio tecnico.

### Risultati assoluti
| Pos. | Squadra     | Scacchiere                   | Scacchiere                   | Scacchiere              | Scacchiere           | Scacchiere          | Seed | Elo  | V  | P | S | Punti | S-B   |
| Pos. | Squadra     | Prima                        | Seconda                      | Terza                   | Quarta               | Quinta (riserva)    | Seed | Elo  | V  | P | S | Punti | S-B   |
| ---- | ----------- | ---------------------------- | ---------------------------- | ----------------------- | -------------------- | ------------------- | ---- | ---- | -- | - | - | ----- | ----- |
|      | India       | Gukesh                       | Praggnanandhaa               | Arjun Erigaisi          | Vidit                | Pentala Harikrishna | 2    | 2753 | 10 | 1 | 0 | 21    | 476,5 |
|      | Stati Uniti | Fabiano Caruana              | Wesley So                    | Leinier Dominguez Perez | Lewon Aronyan        | Ray Robson          | 1    | 2757 | 8  | 1 | 2 | 17    | 395   |
|      | Uzbekistan  | Nodirbek Abdusattorov        | Nodirbek Yakubboev           | Javokhir Sindarov       | Shamsiddin Vokhidov  | Jakhongir Vakhidov  | 4    | 2690 | 8  | 1 | 2 | 17    | 387   |
| 4    | Cina        | Ding Liren                   | Wei Yi                       | Yu Yangyi               | Bu Xiangzhi          | Wang Yue            | 3    | 2724 | 8  | 1 | 2 | 17    | 379,5 |
| 5    | Serbia      | Aleksandr Predke             | Aleksej Sarana               | Aleksandar Inđić        | Robert Markuš        | Velimir Ivić        | 16   | 2649 | 8  | 1 | 2 | 17    | 360,5 |
| 6    | Armenia     | Haik Martirosyan             | Shant Sargsyan               | Gabriel Sargsyan        | Robert Hovhannisyan  | Karen Grigoryan     | 17   | 2645 | 8  | 1 | 2 | 17    | 335   |
| 7    | Germania    | Vincent Keymer               | Dmitrij Kollars              | Matthias Bluebaum       | Alexander Donchenko  | Frederik Svane      | 7    | 2667 | 8  | 0 | 3 | 16    | 354,5 |
| 8    | Azerbaigian | Aydin Suleymanli             | Nicat Abbasov                | Rauf Məmmədov           | Şəhriyar Məmmədyarov | Məhəmməd Muradlı    | 12   | 2657 | 7  | 2 | 2 | 16    | 351   |
| 9    | Slovenia    | Vladimir Vasil'evič Fedoseev | Anton Aleksandrovič Demčenko | Jan Šubelj              | Matej Šebenik        | FM Matic Lavrencic  | 26   | 2576 | 8  | 0 | 3 | 16    | 341,5 |
| 10   | Spagna      | Aleksej Širov                | David Antón Guijarro         | Francisco Vallejo Pons  | Alan Pichot          | Jaime Santos Latasa | 13   | 2654 | 7  | 2 | 2 | 16    | 339   |

### Premi di categoria
Oltre alla classifica generale, le squadre sono state divise, sulla base del seed, in cinque gruppi; è stata premiata la prima classificata di ogni gruppo.
|          | Squadra      | Pos. | Seed | Elo  | Punti | S-B   |
| -------- | ------------ | ---- | ---- | ---- | ----- | ----- |
| Gruppo A | Cina         | 4    | 3    | 2724 | 17    | 379,5 |
| Gruppo B | Turkmenistan | 24   | 73   | 2332 | 15    | 256   |
| Gruppo C | Ecuador      | 54   | 84   | 2247 | 13    | 231   |
| Gruppo D | Sri Lanka    | 90   | 134  | 2013 | 11    | 189   |
| Gruppo E | Birmania     | 116  | 161  | 1879 | 10    | 154,5 |

### Risultati individuali
Le medaglie individuali sono state assegnate ai migliori giocatori di ogni scacchiera con le tre migliori prestazioni Elo con almeno otto partite giocate, considerando come eventuale spareggio il totale dei punti ottenuti.
|                             | Giocatore             | Prestazione      | Partite          |                  |                  |
| Prima scacchiera            | Prima scacchiera      | Prima scacchiera | Prima scacchiera | Prima scacchiera | Prima scacchiera |
| --------------------------- | --------------------- | ---------------- | ---------------- | ---------------- | ---------------- |
|                             | Dommaraju Gukesh      | 3056             | 10               |                  |                  |
|                             | Nodirbek Abdusattorov | 2884             | 11               |                  |                  |
|                             | Magnus Carlsen        | 2810             | 8                |                  |                  |
| Seconda scacchiera          |                       |                  |                  |                  |                  |
|                             | Thai Dai Van Nguyen   | 2783             | 10               |                  |                  |
|                             | IM Toni Lazov         | 2763             | 8                |                  |                  |
|                             | Ediz Gurel            | 2755             | 11               |                  |                  |
| Terza scacchiera            |                       |                  |                  |                  |                  |
|                             | Arjun Erigaisi        | 2968             | 11               |                  |                  |
|                             | Yu Yangyi             | 2802             | 10               |                  |                  |
|                             | Lê Tuấn Minh          | 2795             | 11               |                  |                  |
| Quarta scacchiera           |                       |                  |                  |                  |                  |
|                             | Shamsiddin Vokhidov   | 2779             | 10               |                  |                  |
|                             | Lewon Aronyan         | 2773             | 10               |                  |                  |
|                             | Alan Pichot           | 2756             | 9                |                  |                  |
| Quinta scacchiera (riserva) |                       |                  |                  |                  |                  |
|                             | Frederik Svane        | 2791             | 9                |                  |                  |
|                             | Benjamin Gledura      | 2692             | 10               |                  |                  |
|                             | Velimir Ivić          | 2648             | 10               |                  |                  |